# Cycloramphus juimirim
Espèce
Statut de conservation UICN

 DD  : Données insuffisantes
Cycloramphus juimirim est une espèce d'amphibiens de la famille des Cycloramphidae.

## Répartition
Cette espèce est endémique de l'État de São Paulo au Brésil. Elle se rencontre à Iguape vers 200 m d'altitude.

## Publication originale
- Haddad & Sazima, 1989 : A New Species of Cycloramphus from Southeastern Brazil (Amphibia: Leptodactylidae). Herpetologica, vol. 45, no 4, p. 425-429.